# Casa Francesc Joan Sistaré
La casa Francesc Joan Sistaré és un edifici residencial situat als carrers de Jaume I, 6 i d'Arlet, 3 de Barcelona, catalogat com a bé amb elements d'interès (categoria C). Actualment, acull un hotel.

## Història
El 1847, Francesc Joan Sistaré (o Sisteré) i Faura (†1873), casat amb Antònia Ballester i Almirall (†1879), va encarregar-ne el projecte al mestre d'obres Antoni Valls i Galí. Als baixos es va instal·lar la farmàcia del seu futur gendre Ramon Maria Fanés, amb qui tindria un litigi. L'hereu de la propietat fou l'advocat Joan Sistaré i Ballester (†1908).
Posteriorment, fou adquirit per la Caixa d'Estalvis i Mont de Pietat de Barcelona, que va fer construir un pont sobre el carrer d'Arlet per a unir-lo amb la seva seu. El 1993, l'empresa Suizo Hotel SL va obtenir la llicència per a reformar l'edifici i instal·lar-hi un hotel de tres estrelles, el que va comportar una remunta de dos pisos reculats del pla de façana.

## Descripció
Edifici en cantonada de planta baixa i quatre pisos. La façana del carrer de Jaume I (d'uns 22 d'amplada) s'estructura en set eixos verticals d'obertures, amb altres elements que reforcen la composició horitzontal. A la planta baixa, un entaulament actua com a llinda de les obertures, amb una mena de clau en relleu en el centre de cada una. Per a realitzar l'entrada a l'hotel, les tres de l'esquerra es van estintolar amb un jàssera d'acer, que coincideix amb l'amplada de l'entaulament. Al primer pis hi ha un balcó corregut que gira la cantonada i es recolza sobre parells de mènsules alineades amb els brancals. Al segon pis hi ha una imposta i sòcol, i al quart una imposta. El coronament té un fris (amb relleus entre les obertures) i una cornisa motllurada.
Els balcons amb són llosa de pedra (motllurada i recolzada sobre permòdols als pisos segon i tercer) de volada decreixent amb l'alçada. Les baranes són de ferro colat amb motius ornamentals.
Al fons de l'antic vestíbul hi ha una porta, a la linda de la qual figura la data 1848.